# Johann Jakob Guggenbühl
Johann Jakob Guggenbühl (ur. 13 sierpnia 1816 w Meilen, zm. 2 lutego 1863 w Montreux) – szwajcarski lekarz i pedagog.
W działaniach wychowawczych z osobami niepełnosprawnymi intelektualnie przyjmował metodę wychowania przez naśladownictwo. W 1840 opublikował apel Wołanie z Alp o zwalczanie straszliwego kretynizmu, dotyczący roztaczania opieki i większego zainteresowania społeczeństwa osobami upośledzonymi umysłowo, wymagającymi szczególnej opieki i troski. Apel ten miał szeroki odbiór w świecie naukowym. W 1841 założył w Alpach (w pobliżu Interlaken) zakład opiekuńczo-wychowawczy stosujący jego metodykę opartą na naśladownictwie, który mimo iż działał stosunkowo krótko, to przyczynił się do rozwoju pracy edukacyjnej skierowanej na dzieci z dysfunkcjami umysłowymi. Stał się wzorem dla innych tego typu placówek poza granicami Szwajcarii. Na przykład w Colchesterze (Anglia) powstał ośrodek, w którym szkolono niepełnosprawnych w prostych, mechanicznych zawodach.